# Ophiuche livia
Ophiuche livia är en fjärilsart som beskrevs av Druce 1890. Ophiuche livia ingår i släktet Ophiuche och familjen nattflyn. Inga underarter finns listade i Catalogue of Life.